# Kanton Auneuil
Auneuil is een voormalig kanton van het Franse departement Oise. Het kanton maakte deel uit van het arrondissement Beauvais tot het op 22 maart 2015 werd opgeheven en de gemeenten werden verdeeld over het op die dag gevormde kanton Beauvais-2 en het reeds bestaande kanton Chaumont-en-Vexin.

## Gemeenten
Het kanton Auneuil omvatte de volgende gemeenten:
- Auneuil (hoofdplaats)
- Auteuil
- Beaumont-les-Nonains
- Berneuil-en-Bray
- Frocourt
- La Houssoye
- Jouy-sous-Thelle
- Le Mesnil-Théribus
- Le Mont-Saint-Adrien
- La Neuville-Garnier
- Ons-en-Bray
- Porcheux
- Rainvillers
- Saint-Germain-la-Poterie
- Saint-Léger-en-Bray
- Saint-Paul
- Troussures
- Valdampierre
- Villers-Saint-Barthélemy
- Villotran